# South Salem
South Salem és una població dels Estats Units a l'estat d'Ohio. Segons el cens del 2000 tenia 213 habitants.

## Demografia
Segons el cens del 2000, South Salem tenia 213 habitants, 77 habitatges, i 60 famílies. La densitat de població era de 391,6 habitants per km².
Dels 77 habitatges en un 37,7% hi vivien nens de menys de 18 anys, en un 64,9% hi vivien parelles casades, en un 10,4% dones solteres, i en un 20,8% no eren unitats familiars. En el 16,9% dels habitatges hi vivien persones soles el 10,4% de les quals corresponia a persones de 65 anys o més que vivien soles. El nombre mitjà de persones vivint en cada habitatge era de 2,77 i el nombre mitjà de persones que vivien en cada família era de 3,11.
Per edats la població es repartia de la següent manera: un 25,4% tenia menys de 18 anys, un 8% entre 18 i 24, un 33,8% entre 25 i 44, un 20,7% de 45 a 60 i un 12,2% 65 anys o més.
L'edat mediana era de 35 anys. Per cada 100 dones de 18 o més anys hi havia 93,9 homes.
La renda mediana per habitatge era de 32.500 $ i la renda mediana per família de 37.250 $. Els homes tenien una renda mediana de 31.563 $ mentre que les dones 22.500 $. La renda per capita de la població era de 12.762 $. Aproximadament el 6,3% de les famílies i el 14% de la població estaven per davall del llindar de pobresa.

## Poblacions més properes
El següent diagrama mostra les poblacions més properes.